# Nekrolog 1834
Nekrolog
◄◄
| ◄
| 1830
| 1831
| 1832
| 1833
| 1834 | 1835 | 1836 | 1837 | 1838 | ► | ►►
Weitere Ereignisse | Allgemeiner Nekrolog 1834
Die Beschreibung der verstorbenen Person sollte so kurz wie möglich gehalten sein und nur deren signifikante Tätigkeit(en) enthalten.
Neue Namen ggf. auch unter dem Geburts- und Sterbedatum, also etwa unter 1. Januar und im Geburts- und Sterbejahr (2024) eintragen (nur bei entsprechender großer Wichtigkeit). Für Beispiele siehe die schon vorhandenen Artikel.
Außerdem über die fünf zuletzt Verstorbenen, zu denen es einen ausreichend guten Artikel für eine Präsentation auf der Hauptseite gibt, nach der todesbedingten Überarbeitung der Artikel ggf. auch unter Wikipedia Diskussion:Hauptseite informieren und sie am besten auch in den anderen Wikipedia-Sprachversionen eintragen. Tipp: Regelmäßig bei news.google.de nach „ist tot“, „gestorben“ oder „verstorben“ suchen.
Wenn eine Person gestorben ist, gibt es viele Seiten zu dieser Person in der Wikipedia, die davon auch betroffen sind und entsprechend aktualisiert werden müssen. Beispiele: Namenübersichtsseite, Geburtsjahr, Geburtsort-Seiten und viele mehr.
Wie finde ich die betroffenen Seiten?
Im Suchfeld auf der linken Seite gibt man den Suchbegriff so ein: „Vorname Nachname“. Dann klickt man auf Volltext und alle Seiten mit entsprechendem Suchtext werden aufgerufen. Hier sieht man dann schnell, wo auch das Todesjahr Sinn macht oder sogar ein Teil des Artikels angepasst werden muss. Auch hilft das „Werkzeug“ auf der linken Seite sehr gut, um solche Seiten aufzufinden: „Links auf diese Seite“. Somit ist die Wikipedia wieder aktuell in allen Bereichen! Hinweis: bei Eintragung der Kategorie „Gestorben JAHR“ wird der Missbrauchsfilter 49 ausgelöst, was jedoch nicht schlimm ist. Siehe: Spezial:Missbrauchsfilter/49
Dies ist eine Liste von im Jahr 1834 verstorbenen bekannten Persönlichkeiten. Die Einträge erfolgen innerhalb der einzelnen Daten alphabetisch sortiert. Tiere sind im Nekrolog für Tiere zu finden.

## Januar
| Tag        | Name                                          | Beruf, bekannt als                                                         | Alter | Beleg |
| ---------- | --------------------------------------------- | -------------------------------------------------------------------------- | ----- | ----- |
| 2. Januar  | Heinrich Moritz Gaede                         | deutscher Zoologe und Botaniker                                            | 37    |       |
| 2. Januar  | Johann Friedrich Wilhelm Pustkuchen           | deutscher Schriftsteller                                                   | 40    |       |
| 2. Januar  | Ephraim King Wilson                           | US-amerikanischer Politiker                                                | 62    |       |
| 3. Januar  | Ludwig von Hagemeister                        | deutschbaltischer Forschungsreisender                                      | 53    |       |
| 3. Januar  | Starling Tucker                               | US-amerikanischer Politiker                                                |       |       |
| 5. Januar  | Adam Simons                                   | niederländischer reformierter Theologe, Dichter, Rhetoriker und Historiker | 63    |       |
| 5. Januar  | Jean-Baptiste Symon de Solémy                 | französischer General                                                      | 87    |       |
| 6. Januar  | Johann Ferdinand Jansen                       | deutscher Historien- und Landschaftsmaler sowie Heimatdichter              |       |       |
| 7. Januar  | Thomas M. Bayly                               | US-amerikanischer Politiker                                                | 58    |       |
| 7. Januar  | Jacob Rauscher                                | niederländischer Militärmusiker und Komponist deutscher Herkunft           | 62    |       |
| 8. Januar  | Caroline von Bentheim-Steinfurt               | deutsche Schriftstellerin                                                  | 74    |       |
| 8. Januar  | Johann Friedrich Christian Gerlach            | deutscher Gastwirt                                                         | 70    |       |
| 8. Januar  | Jacques Julien Houtou de Labillardière        | französischer Naturforscher und Reisender                                  | 78    |       |
| 9. Januar  | David Levade                                  | Schweizer evangelischer Geistlicher und Hochschullehrer                    | 83    |       |
| 9. Januar  | Karl von Reischach                            | württembergischer Staatsminister                                           | 71    |       |
| 12. Januar | William Wyndham Grenville, 1. Baron Grenville | britischer Politiker und Premierminister                                   | 74    |       |
| 13. Januar | Nicolaus Thomas Host                          | österreichischer Botaniker                                                 | 72    |       |
| 13. Januar | Johann Baptist Schad                          | deutscher Benediktiner, Philosoph                                          | 75    |       |
| 16. Januar | Jean Nicolas Pierre Hachette                  | französischer Mathematiker                                                 | 64    |       |
| 17. Januar | Giovanni Aldini                               | italienischer Physiker                                                     | 71    |       |
| 17. Januar | Nanette von Schaden                           | deutsche Pianistin, Komponistin und Sängerin                               | 70    |       |
| 19. Januar | Lorenz Rudolph Wohlien                        | Hamburger Orgelbauer                                                       | 44    |       |
| 20. Januar | Johann Christian Hermann Gittermann           | evangelischer Prediger, Schriftsteller und Kirchenlieddichter              | 65    |       |
| 20. Januar | Ebenezer Sage                                 | US-amerikanischer Arzt und Politiker                                       | 78    |       |
| 20. Januar | Ferdinand Friedrich August von Württemberg    | deutscher Militär                                                          | 70    |       |
| 21. Januar | Osei Yaw Akoto                                | Asantehene (Herrscher) des Königreichs Ashanti                             |       |       |
| 21. Januar | Alexander von Oppeln-Bronikowski              | preußischer und polnischer Offizier und deutscher Schriftsteller           | 49    |       |
| 22. Januar | Ernst Franz Ludwig Marschall von Bieberstein  | Staatsminister des Herzogtums Nassau                                       | 63    |       |
| 23. Januar | Arnold Hermann Kulenkampff                    | Bremer Kaufmann und Senator                                                | 89    |       |
| 23. Januar | Johann Wilhelm Ridler                         | österreichischer Bibliothekar und Herausgeber                              | 61    |       |
| 27. Januar | Joshua Cushman                                | US-amerikanischer Politiker                                                | 72    |       |
| 28. Januar | Sophie von Dönhoff                            | Ehefrau des preußischen Königs Friedrich Wilhelm II.                       | 65    |       |
| 28. Januar | Karl August Engelhardt                        | deutscher Pädagoge und Schriftsteller                                      | 65    |       |
| 29. Januar | Johann Gaudenz von Salis-Seewis               | Schweizer Dichter                                                          | 71    |       |
| 31. Januar | John Ross                                     | US-amerikanischer Jurist und Politiker                                     | 63    |       |

## Februar
| Tag         | Name                                 | Beruf, bekannt als                                                                        | Alter | Beleg |
| ----------- | ------------------------------------ | ----------------------------------------------------------------------------------------- | ----- | ----- |
| 1. Februar  | Peter Forney                         | US-amerikanischer Politiker                                                               | 77    |       |
| 2. Februar  | Nikolaus Müller                      | österreichischer Orgelbauer                                                               |       |       |
| 2. Februar  | Maria Teresa Poniatowska             | polnisch-litauische Fürstin                                                               | 73    |       |
| 2. Februar  | Isaac Van Horne                      | US-amerikanischer Politiker                                                               | 80    |       |
| 4. Februar  | Georg Steiner                        | preußischer Hofgärtner und Leiter der königlichen Gartenverwaltung Schloss Charlottenburg | 59    |       |
| 5. Februar  | Jonas Sibley                         | US-amerikanischer Politiker                                                               | 71    |       |
| 6. Februar  | Richard Lander                       | englischer Afrikaforscher                                                                 | 29    |       |
| 7. Februar  | Louis Antoine Fauvelet de Bourrienne | französischer Diplomat und Politiker                                                      | 64    |       |
| 7. Februar  | Cadwallader D. Colden                | US-amerikanischer Jurist, Offizier und Politiker                                          | 64    |       |
| 8. Februar  | Lewis David von Schweinitz           | Naturforscher und Mykologe                                                                | 53    |       |
| 10. Februar | Johann Christian Hundeshagen         | deutscher Forstwissenschaftler, Hochschullehrer und forstlicher Praktiker                 | 50    |       |
| 10. Februar | Josef Linda                          | tschechischer Schriftsteller                                                              | 41    |       |
| 11. Februar | Thomas Bouldin                       | US-amerikanischer Politiker                                                               |       |       |
| 11. Februar | Johann Lorenz Zimmermann             | deutscher reformierter Theologe und Hochschullehrer                                       | 71    |       |
| 12. Februar | Friedrich Schleiermacher             | protestantischer Theologe, Philosoph und Pädagoge                                         | 65    |       |
| 13. Februar | Gottlieb Klotz der Ältere            | österreichischer Bildhauer                                                                | 53    |       |
| 14. Februar | John Shore, 1. Baron Teignmouth      | britischer Politiker, Generalgouverneur von Fort William (1793–1798)                      | 82    |       |
| 15. Februar | Carl Helmrich                        | Landtagsabgeordneter Großherzogtum Hessen                                                 | 43    |       |
| 15. Februar | August von Herzogenberg              | österreichischer Feldmarschalleutnant französischer Herkunft                              | 67    |       |
| 17. Februar | Ignacio José de Macedo               | portugiesischer katholischer Geistlicher                                                  |       |       |
| 17. Februar | John Thelwall                        | britischer Redner und Autor                                                               | 69    |       |
| 18. Februar | Conrad Wilhelm Delius                | Bürgermeister und Abgeordneter                                                            | 82    |       |
| 18. Februar | Christian Kramer                     | deutsch-britischer Dirigent und Komponist, Master of the King’s Music                     | 53    |       |
| 18. Februar | William Wirt                         | US-amerikanischer Jurist, Politiker, Justizminister der Vereinigten Staaten (1817–1829)   | 61    |       |
| 19. Februar | Felix Maria Diogg                    | Schweizer Porträtmaler                                                                    | 71    |       |
| 21. Februar | John Breathitt                       | US-amerikanischer Politiker                                                               | 47    |       |
| 21. Februar | Johann Karl Friedrich Riese          | deutscher Bildhauer und Porzellankünstler                                                 | 74    |       |
| 22. Februar | Jonas Platt                          | US-amerikanischer Rechtsanwalt, Richter, General und Politiker                            | 64    |       |
| 23. Februar | Karl Ludwig von Knebel               | deutscher Lyriker und Übersetzer und „Urfreund“ von Johann Wolfgang Goethe                | 89    |       |
| 23. Februar | Ludwig Schellenberg                  | deutsche Buchhändler, Buchdrucker und Verleger                                            | 61    |       |
| 24. Februar | Joseph Wilhelm Balan                 | preußischer Jurist und Legationsrat                                                       | 56    |       |
| 24. Februar | Pietro Caprano                       | Kardinal der katholischen Kirche                                                          | 74    |       |
| 25. Februar | Nikolaus Moreau                      | österreichischer Maler                                                                    | 28    |       |
| 26. Februar | Alois Senefelder                     | österreichisch-deutscher Schauspieler und Theaterschriftsteller, Erfinder der Lithografie | 62    |       |
| 27. Februar | Jean-Baptiste Wicar                  | französischer Maler                                                                       | 72    |       |
| 28. Februar | Josef Aibl                           | deutscher Musikalienhändler, Musikverleger und Lithograf                                  | 32    |       |
| 28. Februar | Isaac D. Barnard                     | US-amerikanischer Politiker                                                               | 42    |       |
| Februar     | Georg Michael Nahm                   | deutscher Revolutionär                                                                    | 30    |       |

## März
| Tag      | Name                                      | Beruf, bekannt als                                                     | Alter | Beleg |
| -------- | ----------------------------------------- | ---------------------------------------------------------------------- | ----- | ----- |
| 2. März  | Johann Hyacinth Kistemaker                | deutscher katholischer Theologe, Gymnasialdirektor und Hochschullehrer | 79    |       |
| 2. März  | José Cecilio Díaz del Valle               | Präsident der Zentralamerikanischen Konföderation                      | 56    |       |
| 4. März  | Karl August Wilhelm von Rex               | preußischer Generalmajor                                               | 59    |       |
| 5. März  | Giuliano Frullani                         | italienischer Mathematiker                                             | 39    |       |
| 5. März  | Johann Arnold Heise                       | Bürgermeister Hamburgs                                                 | 87    |       |
| 7. März  | John Murray                               | US-amerikanischer Politiker                                            |       |       |
| 8. März  | Daniel Hiester                            | US-amerikanischer Politiker                                            |       |       |
| 9. März  | Marianne Baumann                          | deutsche Theaterschauspielerin                                         | 74    |       |
| 9. März  | Friedrich Wilhelm von Schütz              | deutscher Publizist                                                    | 75    |       |
| 10. März | Clemens von Oer                           | deutscher Landrat                                                      | 65    |       |
| 10. März | Ernestine Voß                             | deutsche Schriftstellerin und Dichterin                                | 78    |       |
| 12. März | Johann Rudolf von Buol-Schauenstein       | österreichischer Diplomat und Politiker                                | 70    |       |
| 12. März | Karl Wilhelm Feuerbach                    | deutscher Mathematiker                                                 | 33    |       |
| 13. März | Joseph Moriz                              | deutscher Historiker und Hochschullehrer                               | 65    |       |
| 13. März | George Sinclair                           | britischer Gärtner und Autor                                           |       |       |
| 14. März | Peter Ignaz von Flüe                      | Schweizer Politiker und Pfarrer                                        | 71    |       |
| 15. März | Maria Benedikta Magdalena Rüttimann       | Schweizer Äbtissin der Benediktinerinnen                               | 69    |       |
| 16. März | Henri Pascal de Rochegude                 | französischer Marineoffizier, Parlamentarier und Provenzalist          | 92    |       |
| 18. März | Charles-Gaspard de la Rive                | Schweizer Chemiker und Psychiater                                      | 64    |       |
| 19. März | Pierre-Auguste Adet                       | französischer Chemiker                                                 | 70    |       |
| 20. März | Ambrosius Gabler                          | deutscher Zeichner, Maler und Kupferstecher                            | 71    |       |
| 20. März | Michael Schuster                          | böhmischer Jurist und Hochschullehrer                                  | 66    |       |
| 21. März | Giuseppe Zacco                            | italienischer Maler                                                    | 47    |       |
| 24. März | Alexius Friedrich Christian               | Herzog von Anhalt-Bernburg                                             | 66    |       |
| 24. März | Daniel Jenny                              | Schweizer Unternehmer                                                  | 82    |       |
| 25. März | Ulrich Friedrich Kopp                     | deutscher Rechtswissenschaftler und Paläograph                         | 72    |       |
| 27. März | Bernd von Below                           | mecklenburgischer Oberst und Stadtkommandant von Rostock               | 71    |       |
| 29. März | John Campbell, 1. Marquess of Breadalbane | britischer Adliger, Politiker und Offizier                             | 71    |       |
| 29. März | Daniel C. Verplanck                       | US-amerikanischer Politiker                                            | 72    |       |
| 30. März | Rudolph Ackermann                         | deutsch-britischer Verleger                                            | 69    |       |
| 30. März | Johann Egestorff                          | deutscher Unternehmer                                                  | 61    |       |
| 30. März | Joseph Lewis junior                       | US-amerikanischer Politiker                                            |       |       |
| 31. März | Landolin Ohmacht                          | deutscher Bildhauer                                                    | 73    |       |

## April
| Tag       | Name                                | Beruf, bekannt als                                                                              | Alter | Beleg |
| --------- | ----------------------------------- | ----------------------------------------------------------------------------------------------- | ----- | ----- |
| 1. April  | David Barker junior                 | US-amerikanischer Politiker                                                                     | 37    |       |
| 1. April  | James Blair                         | US-amerikanischer Politiker                                                                     |       |       |
| 1. April  | Mathias Soiron                      | niederländischer Baumeister, Dekorateur und Möbeldesigner                                       | 86    |       |
| 3. April  | George Baer junior                  | US-amerikanischer Politiker                                                                     |       |       |
| 3. April  | Georg Bayl                          | fränkischer Jurist                                                                              | 57    |       |
| 4. April  | Isaac Smith                         | US-amerikanischer Politiker                                                                     | 73    |       |
| 5. April  | Richard Goodwin Keats               | britischer Marineoffizier zur Zeit Nelsons                                                      | 77    |       |
| 6. April  | Jean Baptiste Barthélemy de Lesseps | Reisender                                                                                       | 68    |       |
| 6. April  | *Johann Georg Hutten                | deutscher Gymnasialrektor und klassischer Philologe                                             | 78    |       |
| 7. April  | Jean Louis Marie Poiret             | französischer Botaniker und Entdecker                                                           | 78    |       |
| 9. April  | Louis Jean Nicolas Abbé             | französischer General                                                                           | 69    |       |
| 9. April  | Maximilian Blaimhofer               | deutscher Schriftsteller, Schauspieler, Komponist                                               | 75    |       |
| 10. April | Gustav von Wartensleben             | preußischer Generalmajor                                                                        | 59    |       |
| 11. April | John Fuller                         | englischer Geschäftsmann, Politiker und Mäzen der Kunst und Wissenschaften                      | 77    |       |
| 11. April | Röttger Ganslandt                   | Lübecker Ratsherr                                                                               | 61    |       |
| 11. April | John Macarthur                      | Soldat, Politiker und Unternehmer in New South Wales in Australien                              |       |       |
| 11. April | Matteo Pertsch                      | italienischer Architekt des Klassizismus                                                        |       |       |
| 12. April | Christoph de Bach                   | Wiens erster Zirkusdirektor                                                                     |       |       |
| 12. April | Isabella Seymour-Conway             | Mätresse von König Georg IV. von Großbritannien                                                 | 74    |       |
| 14. April | Littleton Purnell Dennis            | US-amerikanischer Politiker                                                                     | 47    |       |
| 15. April | Girolamo Amati                      | italienischer klassischer Philologe, Gräzist, Epigraphiker, Paläograph und Handschriftenkundler | 65    |       |
| 19. April | Abraham Ris                         | Schweizer Rabbiner                                                                              |       |       |
| 21. April | Peter Kemp                          | britischer Robbenfänger und Entdecker                                                           |       |       |
| 23. April | Theodor Stever                      | deutscher Jurist und Bürgermeister von Rostock                                                  | 85    |       |
| 27. April | Thomas Stothard                     | englischer Maler und Kupferstecher                                                              | 78    |       |
| 28. April | Michael Konrad Wankel               | deutscher Politiker und Abgeordneter des Bayerischen Landtags                                   | 85    |       |
| 29. April | Grigore IV. Ghica                   | Fürst der Walachei                                                                              | 78    |       |
| 30. April | Carl Cnobloch                       | deutscher Buchhändler und Verleger in Leipzig                                                   | 55    |       |

## Mai
| Tag     | Name                                       | Beruf, bekannt als                                                                                     | Alter | Beleg |
| ------- | ------------------------------------------ | --- | ----- | ----- |
| 2. Mai  | Meinrad Lichtensteiner                     | österreichischer Benediktiner und Schulmann                                                            | 75    |       |
| 3. Mai  | Alexei Andrejewitsch Araktschejew          | russischer General                                                                                     | 64    |       |
| 4. Mai  | John Condit                                | US-amerikanischer Politiker                                                                            | 78    |       |
| 5. Mai  | Charles-Aloyse Fontaine                    | Schweizer Jesuit                                                                                       | 79    |       |
| 9. Mai  | Johann Conrad Kopstadt                     | Bürgermeister von Essen                                                                                | 75    |       |
| 10. Mai | Johann Jakob Geymüller                     | Schweizer Bankier                                                                                      | 73    |       |
| 13. Mai | André-Hubert Fournet                       | französischer katholischer Geistlicher, Gründer der Kongregation der Kreuztöchter vom heiligen Andreas | 81    |       |
| 14. Mai | Eugène-Casimir Villatte                    | französischer Divisionsgeneral der Infanterie                                                          | 64    |       |
| 15. Mai | Benedetto Cappelletti                      | italienischer Geistlicher, Bischof von Rieti und Kardinal der Römischen Kirche                         | 69    |       |
| 15. Mai | Abraham G. Lansing                         | US-amerikanischer Jurist und Politiker                                                                 | 77    |       |
| 16. Mai | Louis Philippe von Belgien                 | Kronprinz von Belgien                                                                                  | 0     |       |
| 17. Mai | Heinrich Wilhelm Brandes                   | deutscher Physiker, Meteorologe und Astronom                                                           | 56    |       |
| 17. Mai | Enrique José O’Donnell                     | Graf von Abispal, spanischer General                                                                   |       |       |
| 20. Mai | Marie-Joseph Motier, Marquis de La Fayette | französischer General und Politiker                                                                    | 76    |       |
| 22. Mai | Johann Baptist Emanuel Pohl                | österreichischer Botaniker                                                                             | 52    |       |
| 23. Mai | Charles Wesley junior                      | englischer Komponist und Organist                                                                      | 76    |       |
| 24. Mai | Adam Eisenberger                           | deutscher Kaufmann und Politiker                                                                       | 71    |       |
| 24. Mai | Johann Gottlob Schulze                     | deutscher Architekt und Gartendirektor in Potsdam                                                      | 79    |       |
| 26. Mai | Auguste von Prillwitz                      | Lebensgefährtin des Prinzen August von Preußen                                                         | 32    |       |

## Juni
| Tag      | Name                                       | Beruf, bekannt als                                                                       | Alter | Beleg |
| -------- | ------------------------------------------ | ---------------------------------------------------------------------------------------- | ----- | ----- |
| 1. Juni  | Joachim Quäck                              | brasilianischer Botokude-Indianer, Kammerdiener in Neuwied                               |       |       |
| 2. Juni  | Edward Lloyd                               | US-amerikanischer Politiker                                                              | 54    |       |
| 4. Juni  | Kaspar Gemehl                              | badischer Beamter, Jurist                                                                | 46    |       |
| 6. Juni  | Reiner Joseph Esser                        | deutscher Verwaltungsjurist                                                              | 86    |       |
| 9. Juni  | William Carey                              | englischer Botaniker und Missionar, Gründer der Baptist Missionary Society               | 72    |       |
| 9. Juni  | Johann Theodor Katerkamp                   | deutscher katholischer Theologe und Kirchenhistoriker                                    | 70    |       |
| 10. Juni | Joseph Draper                              | US-amerikanischer Politiker                                                              | 39    |       |
| 10. Juni | Karl Christian von Langsdorf               | deutscher Mathematiker, Techniker                                                        | 77    |       |
| 14. Juni | Christian Gotthelf Brückner                | deutscher Spinnereibesitzer, Kaufmann und Bankier                                        | 64    |       |
| 14. Juni | Meinard Simon du Pui                       | niederländischer Mediziner                                                               | 80    |       |
| 14. Juni | Karl August Tittmann                       | deutscher Jurist und sächsischer Beamter                                                 | 58    |       |
| 15. Juni | Wiktor Pawlowitsch Kotschubei              | russischer Politiker                                                                     | 65    |       |
| 17. Juni | Ebenezer Huntington                        | US-amerikanischer Politiker                                                              | 79    |       |
| 17. Juni | Jean-Baptiste-Bonaventure Roquefort        | französischer Musiker, Romanist und Mediävist                                            | 56    |       |
| 22. Juni | Bernard de Girmont                         | französischer Trappist, Prior, Abt und Klostergründer                                    | 75    |       |
| 22. Juni | Johan Hendrik Mollerus                     | niederländischer Politiker                                                               | 83    |       |
| 24. Juni | Sigmund von Schwitzen                      | österreichischer Verwaltungsbeamter                                                      | 84    |       |
| 27. Juni | Karl Friedrich Ludwig Georg von Uttenhoven | königlich preußischer Generalmajor und zuletzt Divisionskommandeur Königsberg in Preußen | 56    |       |
| 28. Juni | Joseph Bové                                | russischer Architekt und Stadtbaumeister italienischer Abstammung                        | 49    |       |
| 29. Juni | Ferdinand Arrivabene                       | italienischer Jurist und Schriftsteller                                                  | 63    |       |
| 29. Juni | Alexandre-Étienne Choron                   | französischer Musikpädagoge und -wissenschaftler                                         | 62    |       |
| 30. Juni | Wilhelm von Boeltzig                       | preußischer Generalmajor                                                                 | 79    |       |
| 30. Juni | Joseph Gregor Lang                         | deutscher Pastor, Pädagoge, Kunstmäzen und Mitbegründer der Stadtbücherei von Koblenz    | 78    |       |

## Juli
| Tag      | Name                                       | Beruf, bekannt als                                                    | Alter | Beleg |
| -------- | ------------------------------------------ | --------------------------------------------------------------------- | ----- | ----- |
| 3. Juli  | Jean-Baptiste Nompère de Champagny         | französischer Staatsmann                                              | 77    |       |
| 4. Juli  | Laurenz Jecker                             | deutscher Nadelfabrikant                                              | 64    |       |
| 5. Juli  | Rufus Easton                               | US-amerikanischer Politiker                                           | 60    |       |
| 5. Juli  | Jean Charles van Rotterdam                 | belgischer Mediziner, Professor und Rektor der Universität Gent       | 74    |       |
| 6. Juli  | George Bryan Porter                        | US-amerikanischer Politiker und Gouverneur von Michigan               | 43    |       |
| 8. Juli  | Antonio Maria Frosini                      | italienischer Kardinal der katholischen Kirche und Mitglied der Kurie | 82    |       |
| 8. Juli  | Christoph Gottlieb Groskurd                | deutscher Pädagoge und Autor                                          | 64    |       |
| 9. Juli  | Johannes Hassenpflug                       | hessischer Verwaltungsbeamter                                         | 78    |       |
| 9. Juli  | Michael Seymour, 1. Baronet                | britischer Marineoffizier                                             |       |       |
| 10. Juli | Peter Hartmann                             | deutscher Politiker                                                   |       |       |
| 10. Juli | Heinrich Christian Zietz                   | deutscher evangelischer Pastor und Topograph                          | 65    |       |
| 11. Juli | Benjamin F. Deming                         | US-amerikanischer Politiker                                           | 43    |       |
| 11. Juli | Charles Slade                              | US-amerikanischer Politiker                                           |       |       |
| 12. Juli | David Douglas                              | britischer Gärtner, Botaniker, Pflanzenjäger                          | 35    |       |
| 12. Juli | Andreas Georg Friedrich von Katzler        | preußischer Generalleutnant                                           | 70    |       |
| 13. Juli | Johann Ernst von Stentzsch                 | preußischer Landrat                                                   | 84    |       |
| 14. Juli | Edmond-Charles Genêt                       | französischer Diplomat                                                | 71    |       |
| 17. Juli | Friedrich Theodor Kühne                    | deutscher Hochschullehrer und Sprachwissenschaftler                   | 75    |       |
| 20. Juli | Siegmund Wilhelm Wohlbrück                 | königlich-preußischer Kriegsrat und Historiker                        | 72    |       |
| 22. Juli | Niccolò Leonardo Grillo-Cattaneo           | italienischer Dichter                                                 | 78    |       |
| 22. Juli | Johann Quistorp                            | deutscher Naturwissenschaftler, Botaniker und Arzt                    | 75    |       |
| 24. Juli | Jean-Baptiste-Pierre Jullien de Courcelles | französischer Historiograph und Genealoge                             | 74    |       |
| 25. Juli | Samuel Taylor Coleridge                    | englischer Dichter der Romantik, Kritiker und Philosoph               | 61    |       |
| 25. Juli | Nathan Wilson                              | US-amerikanischer Jurist und Politiker                                | 75    |       |
| 26. Juli | Jonathan Jennings                          | US-amerikanischer Politiker                                           |       |       |
| 27. Juli | Henry Bathurst, 3. Earl Bathurst           | britischer Politiker                                                  | 72    |       |
| 30. Juli | Caroline Hartmann                          | deutsche Pianistin                                                    | 26    |       |
| 31. Juli | Gottlieb Abraham von Jenner                | Berner Staatsmann                                                     | 69    |       |
| 31. Juli | Christian Wilhelm Snell                    | Landtagspräsident Herzogtum Nassau                                    | 79    |       |

## August
| Tag        | Name                               | Beruf, bekannt als                                                                  | Alter | Beleg |
| ---------- | ---------------------------------- | ----------------------------------------------------------------------------------- | ----- | ----- |
| 1. August  | Christian Friedrich Michaelis      | deutscher Philosoph, Musikästhetiker und Schriftsteller                             | 63    |       |
| 1. August  | Charlotte Robespierre              | französische Frau, Schwester der Revolutionäre Maximilien und Augustin Robespierre  | 74    |       |
| 2. August  | Harriet Arbuthnot                  | englische Tagebuchschreiberin                                                       | 40    |       |
| 2. August  | Friedrich Wilhelm Gotthilf Frosch  | deutscher Prediger und Schulmann                                                    | 58    |       |
| 2. August  | John Stanly                        | US-amerikanischer Politiker                                                         | 60    |       |
| 3. August  | August Christian Andreas Abel      | deutscher Geiger und Hofmusiker                                                     | 83    |       |
| 4. August  | William Johnson                    | US-amerikanischer Jurist, Richter am Obersten Gerichtshof der Vereinigten Staaten   |       |       |
| 4. August  | Johann von Krohn                   | preußischer Generalmajor                                                            | 75    |       |
| 5. August  | Chrysostomus Astmann               | Abt des Klosters Osek                                                               | 59    |       |
| 5. August  | Gijsbert Karel van Hogendorp       | niederländischer Staatsmann                                                         | 71    |       |
| 5. August  | Jacob Lyversberg                   | deutscher Kunstsammler                                                              | 73    |       |
| 6. August  | Anton Joseph Lauteren              | deutscher Landrat                                                                   | 51    |       |
| 6. August  | Cay Friedrich von Reventlow        | dänischer Diplomat und Gutsbesitzer                                                 | 80    |       |
| 6. August  | Georg Wilhelm von Valentini        | königlich preußischer Generalleutnant und Militärschriftsteller                     | 58    |       |
| 7. August  | William Russell Birch              | britisch-amerikanischer Emailmaler, Miniaturist, Kupferstecher und Landschaftsmaler | 79    |       |
| 7. August  | Daniel Erhard Günther              | deutscher Mediziner und Hochschullehrer                                             | 82    |       |
| 7. August  | Joseph-Marie Jacquard              | französischer Erfinder der nach ihm benannten Musterwebmaschine                     | 82    |       |
| 7. August  | Jean-François Leval                | französischer Divisionsgeneral der Infanterie                                       | 72    |       |
| 8. August  | Silvestro Palma                    | italienischer Opernkomponist                                                        | 80    |       |
| 12. August | Alessandro Grazioli                | italienischer Organist und Komponist der Klassik                                    | 63    |       |
| 12. August | Peter Rindisbacher                 | Schweizer Maler und Zeichner                                                        | 28    |       |
| 15. August | Karl Michahelles                   | deutscher Zoologe und Arzt                                                          | 27    |       |
| 15. August | Carl Leonard von Uber              | württembergischer Landbaumeister, Erbauer des modernen Tuttlingens                  | 66    |       |
| 16. August | Ernst Franz Ludwig von Gemmingen   | Grundherr in Babstadt                                                               | 39    |       |
| 17. August | Husein Gradaščević                 | bosnischer General                                                                  | 31    |       |
| 17. August | Karl Heinrich Gottfried Lommatzsch | deutscher evangelischer Geistlicher                                                 | 62    |       |
| 19. August | Johann Jakob Humann                | Bischof von Mainz                                                                   | 63    |       |
| 20. August | Wilhelm von Gerlach                | deutscher Jurist und Publizist                                                      | 45    |       |
| 20. August | Johann Carl Müller                 | badischer Beamter                                                                   | 67    |       |
| 20. August | Friedrich Wilhelm Offelsmeyer      | deutscher evangelischer Geistlicher                                                 | 72    |       |
| 21. August | Samuel Studer                      | Schweizer Theologe und Naturforscher                                                | 76    |       |
| 22. August | Jacob Georg Christian Adler        | deutscher evangelischer Theologe, Pädagoge und Orientalist                          | 77    |       |
| 22. August | Franz Antoine                      | österreichischer Pomologe                                                           | 66    |       |
| 23. August | Gerhard Haniel                     | deutscher Unternehmer                                                               | 59    |       |
| 23. August | Friedrich Hartmann                 | deutscher Hochschullehrer, Mathematiker, Kapitän, Militärwissenschaftler und Geodät | 38    |       |
| 24. August | William Kelly                      | US-amerikanischer Politiker (Demokratisch-Republikanische Partei)                   | 47    |       |
| 25. August | August Karl Hambuch                | deutscher Opernsänger (Tenor) und Violinist                                         |       |       |
| 27. August | Adolf Friedrich von Oppen          | königlich preußischer Generalleutnant und zuletzt Brigadechef im Korps Tauentzien   | 71    |       |
| 28. August | Berthold Gamerith                  | österreichischer Zisterzienser und Abt des Stiftes Zwettl                           | 75    |       |
| 28. August | Johann Heinrich Karl Hengstenberg  | deutscher Kirchenliederdichter                                                      | 63    |       |
| 28. August | Nikolaus von Maillot de la Treille | bayrischer General und Kriegsminister                                               | 59    |       |
| 31. August | Karl Ludwig Harding                | deutscher Astronom                                                                  | 68    |       |

## September
| Tag           | Name                                                                            | Beruf, bekannt als                                                                                                   | Alter | Beleg |
| ------------- | ------------------------------------------------------------------------------- | --- | ----- | ----- |
| 2. September  | Franz Josef Feller                                                              | deutscher Kaufmann, Schreiber am Stadt- und Kreisgericht Aschaffenburg                                               | 61    |       |
| 2. September  | Pieter van Oort                                                                 | niederländischer Maler und Forschungsreisender                                                                       | 29    |       |
| 2. September  | Thomas Telford                                                                  | britischer Baumeister                                                                                                | 77    |       |
| 3. September  | Johann Ernst Plamann                                                            | deutscher Pädagoge                                                                                                   | 63    |       |
| 4. September  | Ferdinand Friedrich von Biedenfeld                                              | badischer Generalmajor                                                                                               | 70    |       |
| 4. September  | Maria Francisca von Portugal                                                    | Infantin von Portugal und durch Heirat Infantin von Spanien und Gräfin von Molina                                    | 34    |       |
| 4. September  | Peter Erasmus Müller                                                            | dänischer Bischof, Historiker und Sprachforscher                                                                     | 58    |       |
| 8. September  | Heinrich Siegmund Oswald                                                        | preußischer Beamter und Dichter                                                                                      | 83    |       |
| 8. September  | Gustav Schübler                                                                 | deutscher Naturwissenschaftler                                                                                       | 47    |       |
| 9. September  | Christian Friedrich Bahn                                                        | deutscher Reeder, Handelsunternehmer und Mäzen der Stadt Rügenwalde                                                  | 61    |       |
| 9. September  | James Weddell                                                                   | britischer Seefahrer und Walfänger                                                                                   | 47    |       |
| 10. September | Johann Karl von Wiersbitzki                                                     | preußischer Capitain und Landrat                                                                                     | 70    |       |
| 11. September | Johann Jakob Besserer von Thalfingen                                            | Bürgermeister der Stadt Augsburg                                                                                     | 80    |       |
| 12. September | Philip Swenk Markley                                                            | US-amerikanischer Politiker                                                                                          | 45    |       |
| 14. September | Giovanni Antonio Giobert                                                        | italienischer Chemiker und Mineraloge                                                                                | 72    |       |
| 14. September | Peter Alexander von Itzenplitz                                                  | brandenburgischer Adliger und Gutsherr                                                                               | 66    |       |
| 14. September | John Leach                                                                      | englischer Jurist, Richter und Politiker                                                                             | 74    |       |
| 15. September | Karl Beyrich                                                                    | deutscher Botaniker                                                                                                  | 38    |       |
| 15. September | William Harris Crawford                                                         | US-amerikanischer Politiker                                                                                          | 62    |       |
| 15. September | August Karl von und zu Egloffstein                                              | sächsisch-weimarischer Generalmajor                                                                                  | 63    |       |
| 15. September | Ernst Ludwig Heim                                                               | Berliner Arzt und Ehrenbürger                                                                                        | 87    |       |
| 17. September | Karl David Ilgen                                                                | deutscher Theologe, Philologe und Pädagoge                                                                           | 71    |       |
| 17. September | Friedrich von Schuckmann                                                        | preußischer Innenminister                                                                                            | 78    |       |
| 18. September | Carl Friedrich Stephan, Graf von Otting und Fünfstetten, Freiherr von Schönfeld | bayerischer Standesherr, Halbbruder König Maximilians I. von Bayern                                                  | 68    |       |
| 18. September | René Levasseur                                                                  | französischer Arzt, Revolutionär und Politiker                                                                       | 87    |       |
| 19. September | Jakob Friedrich Weishaar                                                        | liberaler Politiker in Württemberg                                                                                   | 59    |       |
| 20. September | Enoch Brunschweiler                                                             | Schweizer Unternehmer, Teilnehmer der thurgauischen Befreiungsbewegung                                               | 73    |       |
| 20. September | Antonia Pesadori                                                                | deutsche Pianistin, Klavierlehrerin und Komponistin                                                                  | 36    |       |
| 24. September | Ludwig Cauer                                                                    | deutscher Pädagoge                                                                                                   | 42    |       |
| 24. September | Jonas Galusha                                                                   | US-amerikanischer Politiker, Jurist und Gouverneur des US-Bundesstaates Vermont                                      | 81    |       |
| 24. September | Peter I.                                                                        | Kaiser von Brasilien, König von Portugal                                                                             | 35    |       |
| 24. September | Ernst Carl Thelott                                                              | deutscher Maler, Kupferstecher und Professor an der Düsseldorfer Kunstakademie, Vertreter der Düsseldorfer Malschule | 74    |       |
| 24. September | Peter H. Wendover                                                               | US-amerikanischer Politiker                                                                                          | 66    |       |
| 27. September | Justus Hausknecht                                                               | reformierter Superintendent in Österreich                                                                            | 42    |       |
| 27. September | Konrad Mannert                                                                  | deutscher Historiker und Geograph                                                                                    | 78    |       |
| 27. September | Elisa Radziwiłł                                                                 | erste Liebe des Kaisers Wilhelm I.                                                                                   | 30    |       |
| 28. September | Michael Geither                                                                 | General unter Napoleon Bonaparte                                                                                     | 64    |       |
| 29. September | Friedrich                                                                       | Herzog von Sachsen-Hildburghausen und Sachsen-Altenburg                                                              | 71    |       |
| 30. September | François-Antoine Jecker                                                         | französischer Instrumentenbauer                                                                                      | 68    |       |
| 30. September | Georg Christian Franz Kübel                                                     | Bürgermeister von Heilbronn                                                                                          | 77    |       |

## Oktober
| Tag         | Name                                    | Beruf, bekannt als                                                                                      | Alter | Beleg |
| ----------- | --------------------------------------- | --- | ----- | ----- |
| 1. Oktober  | Giovanni Giraud                         | italienischer Lustspieldichter                                                                          | 57    |       |
| 5. Oktober  | Johann Büchner                          | deutscher Politiker                                                                                     | 78    |       |
| 5. Oktober  | Christian Friedrich von Gregory         | deutscher Kaufmann und Bankier, kurfürstlich sächsischer Hofkammerrat                                   | 77    |       |
| 5. Oktober  | Conrad Westermayr                       | deutscher Maler und Kupferstecher                                                                       | 69    |       |
| 6. Oktober  | Carl Friedrich Emil von Ibell           | Regierungspräsident des Herzogtums Nassau; danach Regierungspräsident der Landgrafschaft Hessen-Homburg | 53    |       |
| 7. Oktober  | George Heneage Lawrence Dundas          | britischer Admiral und Politiker, Mitglied des House of Commons                                         | 55    |       |
| 8. Oktober  | François-Adrien Boieldieu               | französischer Opernkomponist                                                                            | 58    |       |
| 8. Oktober  | Joseph Ertel                            | Jurist                                                                                                  | 49    |       |
| 8. Oktober  | Anton Ludwig Ulrich                     | Unternehmer und Abgeordneter                                                                            | 83    |       |
| 9. Oktober  | Wilhelm Neumann                         | deutscher Lyriker, Erzähler, Kritiker, Herausgeber und Übersetzer                                       | 53    |       |
| 10. Oktober | Thomas Say                              | US-amerikanischer Entomologe, Conchologe und Karzinologe (Zoologie)                                     | 47    |       |
| 11. Oktober | Jakob Frint                             | österreichischer Theologe und Bischof                                                                   | 67    |       |
| 11. Oktober | William Kennedy                         | US-amerikanischer Politiker                                                                             | 66    |       |
| 12. Oktober | Marie-Anne Calame                       | Schweizer Sozialreformerin, Gründerin eines Waisenhauses                                                | 59    |       |
| 16. Oktober | Albrecht Wilhelm Roth                   | deutscher Botaniker                                                                                     | 77    |       |
| 18. Oktober | Isabelle Morel                          | Schweizer Schriftstellerin und Übersetzerin                                                             | 55    |       |
| 19. Oktober | David White                             | US-amerikanischer Politiker                                                                             |       |       |
| 19. Oktober | James Whitfield                         | Erzbischof von Baltimore                                                                                | 63    |       |
| 20. Oktober | Fath Ali Schah                          | persischer König                                                                                        |       |       |
| 20. Oktober | Ferdinand Mackeldey                     | deutscher Jurist und Hochschullehrer der Universitäten Helmstedt, Marburg und Bonn                      | 49    |       |
| 22. Oktober | Johann Christian Hirzel                 | württembergischer Oberamtmann                                                                           | 56    |       |
| 21. Oktober | Edward Smith Stanley, 12. Earl of Derby | britischer Gründer der Oaks Stakes (Pferderennen) und Namensgeber für das Derby                         | 82    |       |
| 22. Oktober | Friedrich Philipp von Cardell           | deutscher Offizier, preußischer General der Infanterie                                                  | 61    |       |
| 23. Oktober | Thomas Christian Tychsen                | deutscher Orientalist                                                                                   | 76    |       |
| 24. Oktober | Georg Ernst Levin von Wintzingerode     | württembergischer Staatsminister, Erb- und Gerichtsherr zu Bodenstein im Eichsfeld                      | 81    |       |
| 26. Oktober | Joseph-Marie Dessaix                    | französischer Divisionsgeneral der Infanterie                                                           | 70    |       |
| 26. Oktober | Abiel Wood                              | US-amerikanischer Politiker                                                                             | 62    |       |
| 27. Oktober | Johann Adam Bergk                       | deutscher Privatgelehrter                                                                               |       |       |
| 27. Oktober | Joseph Pearson                          | US-amerikanischer Politiker                                                                             |       |       |
| 29. Oktober | Placido Zurla                           | italienischer Ordensgeistlicher, Kardinal und Kardinalvikar                                             | 65    |       |
| 30. Oktober | Johann Nepomuk von Harscher             | bayerischer Generalmajor                                                                                | 64    |       |
| 31. Oktober | Eleuthère Irénée du Pont                | französischer Chemiker                                                                                  | 63    |       |
| 31. Oktober | Tredwell Scudder                        | US-amerikanischer Politiker                                                                             | 63    |       |

## November
| Tag          | Name                                                | Beruf, bekannt als                                                            | Alter | Beleg |
| ------------ | --------------------------------------------------- | ----------------------------------------------------------------------------- | ----- | ----- |
| 1. November  | Ferdinand Geib                                      | deutscher Jurist und Autor                                                    | 30    |       |
| 1. November  | Archibald Hamilton Rowan                            | irischer Nationalist und Revolutionär                                         | 83    |       |
| 2. November  | Karl Georg Maaßen                                   | preußischer Jurist, Finanzminister und Mitinitiator des Deutschen Zollvereins | 65    |       |
| 3. November  | Johann Kaspar Horner                                | Schweizer Astronom und Mathematiker                                           | 60    |       |
| 5. November  | Philippe Joseph Boucqueau                           | französischer Beamter, Präfekt des Département de Rhin-et-Moselle (1800–1803) | 61    |       |
| 9. November  | Jean Hugues Chancel                                 | französischer Festungskommandant von Hüningen                                 | 68    |       |
| 9. November  | György Czipott                                      | slowenischer evangelischer Lehrer und Dichter in Ungarn                       |       |       |
| 10. November | George John Spencer, 2. Earl Spencer                | britischer Adliger und Politiker (Whig)                                       | 76    |       |
| 11. November | Elisa Orlandi                                       | italienische Opernsängerin                                                    | ≈23   |       |
| 12. November | Victor Amadeus                                      | Landgraf von Hessen-Rotenburg                                                 | 55    |       |
| 13. November | Friedrich Adolf Ebert                               | deutscher Bibliothekar und Bibliograph                                        | 43    |       |
| 14. November | Karl Wilhelm Siebdrat                               | deutscher Altphilologe und Rektor                                             | 64    |       |
| 15. November | Johann von Hinrichs                                 | deutscher Offizier, zuletzt königlich preußischer Generalmajor                |       |       |
| 17. November | Julius Wilhelm von Strube                           | Kommandeur des Hamelner Landwehr-Bataillon                                    | 60    |       |
| 20. November | Siegismund Dittmar                                  | deutscher Pädagoge, Meteorologe und Autor                                     | 75    |       |
| 20. November | Siegmund Peter Martin                               | deutscher liberaler Politiker                                                 | 54    |       |
| 20. November | Dorette Spohr                                       | deutsche Harfenistin und Pianistin                                            |       |       |
| 23. November | Louis Marie Levesque de Laferrière                  | General der Französischen Revolution und des Ersten Kaiserreichs              | 58    |       |
| 24. November | John Gillies                                        | schottischer Arzt und Pflanzensammler                                         |       |       |
| 25. November | David Comberry                                      | gehörloser Lehrer und Direktor einer Taubstummenanstalt                       | 42    |       |
| 28. November | Johann Nepomuk Amann                                | österreichischer Architekt                                                    | 69    |       |
| 30. November | Friedrich Anton Franz Bertrand                      | deutscher Schriftsteller, Übersetzer und Privatgelehrter                      | 77    |       |
| 30. November | Wilhelm von Hessen-Philippsthal-Barchfeld           | deutscher Adliger und Offizier                                                | 48    |       |
| 30. November | William Frederick, Duke of Gloucester and Edinburgh | Mitglied der britischen Königsfamilie                                         | 58    |       |

## Dezember
| Tag          | Name                                      | Beruf, bekannt als                                                                         | Alter | Beleg |
| ------------ | ----------------------------------------- | ------------------------------------------------------------------------------------------ | ----- | ----- |
| 1. Dezember  | Fountain Winston                          | US-amerikanischer Politiker                                                                | 41    |       |
| 3. Dezember  | Giuseppe Albani                           | Kardinal der katholischen Kirche                                                           | 84    |       |
| 3. Dezember  | Ferdinand Runk                            | deutsch-österreichischer Maler                                                             | 70    |       |
| 4. Dezember  | Joseph Appel                              | österreichischer Numismatiker                                                              | 67    |       |
| 4. Dezember  | Johann Conrad Sckell                      | deutscher Gärtner und Gartenarchitekt                                                      | 66    |       |
| 5. Dezember  | Thomas Pringle                            | schottisch-südafrikanischer Schriftsteller, Dichter und Abolitionist                       | 45    |       |
| 6. Dezember  | Ludwig Adolf Wilhelm von Lützow           | preußischer Offizier, zuletzt Generalmajor; Kommandeur des Lützowschen Freikorps           | 52    |       |
| 6. Dezember  | Friedrich Marquard Meyer                  | evangelischer Pfarrer in Hagenberg                                                         | 65    |       |
| 7. Dezember  | Josef Hermenegild Arregger von Wildensteg | Schweizer Politiker                                                                        | 88    |       |
| 7. Dezember  | François-Auguste Parseval-Grandmaison     | französischer Schriftsteller                                                               | 75    |       |
| 7. Dezember  | Friedrich Erhard von Röder                | preußischer General der Kavallerie                                                         | 66    |       |
| 7. Dezember  | Ludwig Schuncke                           | deutscher Pianist und Komponist                                                            | 23    |       |
| 8. Dezember  | John Curtis Chamberlain                   | US-amerikanischer Politiker                                                                | 62    |       |
| 8. Dezember  | Levin Gale                                | US-amerikanischer Politiker                                                                | 50    |       |
| 8. Dezember  | Henry Harford                             | Lord Proprietor von Maryland                                                               | 76    |       |
| 8. Dezember  | Edward Irving                             | Mitbegründer der Katholisch-Apostolischen Gemeinden in Großbritannien                      | 42    |       |
| 10. Dezember | Albert Giese                              | deutscher Linguist                                                                         | 31    |       |
| 10. Dezember | Catherine Grand                           | Kurtisane, Salonière und Schönheit                                                         | 72    |       |
| 10. Dezember | Johan Lorentz Mørch                       | dänischer Kaufmann und Inspektor in Grönland                                               | 51    |       |
| 13. Dezember | Charles Goldsborough                      | US-amerikanischer Politiker                                                                | 69    |       |
| 14. Dezember | Julius Walter                             | deutsch-baltischer Theologe und Hochschullehrer                                            | 40    |       |
| 16. Dezember | Antoine-Vincent Arnault                   | französischer Schriftsteller                                                               | 68    |       |
| 18. Dezember | Robert Crittenden                         | Gouverneur von Arkansas                                                                    | 37    |       |
| 18. Dezember | Georg Rudolph Gambs                       | deutscher Ebenist und Hofschreiner am Karlsruher Hof                                       | 59    |       |
| 18. Dezember | Johann Eberle                             | deutscher Mediziner und Physiologe                                                         | 36    |       |
| 20. Dezember | Maurycy Mochnacki                         | polnischer Historiker und Revolutionär der Romantik                                        | 31    |       |
| 21. Dezember | Erduin Julius Koch                        | deutscher Literaturhistoriker                                                              | 70    |       |
| 22. Dezember | Epaphroditus Champion                     | US-amerikanischer Politiker                                                                | 78    |       |
| 23. Dezember | Joseph Hauber                             | deutscher Maler                                                                            | 68    |       |
| 25. Dezember | David Friedländer                         | deutscher Fabrikant und Autor, der sich für die Emanzipation der Juden in Berlin einsetzte | 84    |       |
| 27. Dezember | Charles Lamb                              | englischer Dichter                                                                         | 59    |       |
| 29. Dezember | Thomas Robert Malthus                     | britischer Ökonom und Bevölkerungstheoretiker                                              |       |       |
| 29. Dezember | Johann Friedrich Heinrich Schwabe         | deutscher Mineraloge und Pfarrer                                                           | 55    |       |
| 29. Dezember | Charlotte Stieglitz                       | deutsche Schriftstellerin                                                                  | 28    |       |
| 30. Dezember | David Friedrich Ignatius                  | deutschbaltischer Theologe                                                                 | 69    |       |
| 31. Dezember | Jean-Nicolas-Louis Durand                 | französischer Architekt                                                                    | 74    |       |
| 31. Dezember | Anton Kirchner                            | evangelischer Pfarrer und Schulreformer                                                    | 55    |       |
| 31. Dezember | Jan Nejedlý                               | tschechischer Schriftsteller                                                               | 58    |       |
| Dezember     | Simeon De Witt                            | US-amerikanischer Kartograph                                                               |       |       |

## Datum unbekannt
| Tag | Name                             | Beruf, bekannt als                                                                                              | Alter | Beleg |
| --- | -------------------------------- | --- | ----- | ----- |
|     | Asch-Schaukānī                   | islamischer Gelehrter                                                                                           |       |       |
|     | Jacques Balmat                   | französischer Bergführer und Kristallsucher                                                                     |       |       |
|     | Wilhelm Peter Binding            | deutscher Politiker                                                                                             |       |       |
|     | Peter Ludwig Heinrich von Block  | deutscher Naturforscher und Verwaltungsbeamter                                                                  |       |       |
|     | Johannes Jakob Böhm              | US-amerikanischer Landwirt und Müller deutscher Herkunft und Gründer der Jim-Beam-Brennerei                     |       |       |
|     | Johann Fritz                     | österreichischer Klavierbauer                                                                                   |       |       |
|     | Heinrich Christoph Grape         | deutscher Kupferstecher                                                                                         |       |       |
|     | David Jennings                   | US-amerikanischer Politiker                                                                                     |       |       |
|     | Gustav Jördens                   | deutscher Schriftsteller                                                                                        |       |       |
|     | Friedrich Kasimir Kitz           | deutscher Mediziner und Naturwissenschaftler                                                                    |       |       |
|     | Apollonius Jan Cornelis Lampsins | niederländischer Aristokrat                                                                                     |       |       |
|     | Jean-Nicolas Marrigues           | französischer Organist und Komponist                                                                            |       |       |
|     | Robert Morrison                  | schottischer Presbyterianer                                                                                     |       |       |
|     | Wincenty Niemojowski             | polnischer liberaler Politiker                                                                                  |       |       |
|     | Wassili Petrowitsch Obolenski    | Generalmajor des Russischen Kaiserreichs                                                                        |       |       |
|     | Hans Franz Passavant             | Basler Bankier                                                                                                  |       |       |
|     | Louise Preyer                    | deutsche Malerin                                                                                                |       |       |
|     | Sunjo                            | koreanischer König                                                                                              |       |       |
|     | Turki Al Saud                    | Imam der Wahhabiten                                                                                             |       |       |
|     | Franz Schmidt                    | österreichischer Botaniker                                                                                      |       |       |
|     | Gaspar de Vigodet                | spanischer Militär                                                                                              |       |       |
|     | Filip Višnjić                    | serbischer Poet                                                                                                 |       |       |
|     | Andreas Seidl                    | deutscher Historienmaler, kurfürstlicher Hofmaler und Professor an der Akademie der Bildenden Künste in München |       |       |
|     | Friedrich von Normann-Ehrenfels  | württembergischer Kammerherr                                                                                    |       |       |
|     | Carl Ernst August Weihe          | deutscher Arzt und Botaniker                                                                                    |       |       |